# Laila Youssifou
Laila Youssifou, född 2 januari 1996, är en nederländsk roddare.

## Karriär
I augusti 2018 tog Youssifou och Elsbeth Beeres silver i tvåa utan styrman vid EM i Glasgow. I oktober 2020 vid EM i Poznań tog hon sitt första EM-guld tillsammans med Inge Janssen, Olivia van Rooijen och Nicole Beukers i scullerfyra. I april 2021 tog samma båt med roddare sitt andra EM-guld vid EM i Varese. I juli 2021 vid OS i Tokyo slutade Youssifou på sjätte plats tillsammans med Nicole Beukers, Inge Janssen och Olivia van Rooijen i scullerfyra.
I augusti 2022 vid EM i München tog Youssifou och Roos de Jong silver tillsammans i dubbelsculler. Hon var också en del av Nederländernas lag som tog brons i åtta med styrman. Följande månad vid VM i Račice tog Youssifou och Roos de Jong återigen silver tillsammans i dubbelsculler. Hon var också en del av Nederländernas lag som tog silver i åtta med styrman.
I maj 2023 vid EM i Bled tog Youssifou och Roos de Jong brons tillsammans i dubbelsculler. I september 2023 vid VM i Belgrad tog hon silver tillsammans med Roos de Jong, Tessa Dullemans och Bente Paulis i scullerfyra.